# Ксавие Жан
Ксавиѐ Жан (на френски: Xavier Gens) е френски режисьор. 

## Биография
Роден е на 27 април 1975 г., Дюнкерк, Франция. Неговата кариера започва като асистент-режисьор в няколко сцени с Жан-Клод Ван Дам.

## Избрана филмография
| година | филм    | оригинално заглавие | бележки |
| ------ | ------- | ------------------- | ------- |
| 2007   | Хитман  | Hitman              |         |
| 2007   | Граници | Frontière(s)        |         |